# Цяхцин-Новий
Цяхцин-Новий (пол. Ciachcin Nowy) — село в Польщі, у гміні Бельськ Плоцького повіту Мазовецького воєводства.
Населення — 328 осіб (2011).
У 1975-1998 роках село належало до Плоцького воєводства.

## Демографія
Демографічна структура станом на 31 березня 2011 року:
|          | Загалом | Допрацездатний вік | Працездатний вік | Постпрацездатний вік |
| -------- | ------- | ------------------ | ---------------- | -------------------- |
| Чоловіки | 154     | 39                 | 100              | 15                   |
| Жінки    | 174     | 38                 | 103              | 33                   |
| Разом    | 328     | 77                 | 203              | 48                   |